# Ernst von Schütte
Ernst Wilhelm Schütte, ab 1909 Ernst Wilhelm von Schütte (* 1. Dezember 1848 in Berlin; † 5. Februar 1919 ebenda) war ein deutscher Jurist und Polizeipräsident. 

## Leben
Ernst von Schütte wurde als Sohn des Kreisgerichtsrats Wilhelm Schütte und dessen Ehefrau Natalie Engelmann geboren und legte nach seinem Studium der Rechtswissenschaften, das er als Dr. jur. abschloss, am 26. Juni 1872 seinen Eid als Gerichtsreferendar ab. Im April 1877 zum Gerichtsassessor ernannt, kam er als Hilfsarbeiter zum Generalkommando in Breslau und war von 1880 bis 1882 als Assessor bei der Bezirksregierung Oppeln beschäftigt. Im Oktober 1882 wechselte er zum Polizeipräsidium Berlin, wo er am 24. Juli 1885 zum Regierungsrat ernannt wurde. 
Am 14. November 1890 wurde er mit der Verwaltung der Stelle des Polizeidirektors in Wiesbaden beauftragt, wo er am 2. März 1891 definitiv Polizeidirektor und zwei Jahre später Polizeipräsident wurde.
In dieser Funktion wechselte er 1896 zum Polizeipräsidium Königsberg.
Zum 1. April 1899 kam er als Hilfsarbeiter in das Reichsministerium des Innern, wo er am 1. September 1900 zum vortragenden Rat und Geheimen Oberregierungsrat ernannt wurde.

### Auszeichnungen
- 4. Dezember 1909: Erhebung in den Adelsstand[1]